# Кейт Стоунмен
Кетрін «Кейт» Стоунмен (англ. Katherine "Kate" Stoneman) (квітень 1841 — 19 травня 1925) — американська суфражистка, адвокатка й педагогиня. Перша жінка, яка увійшла до адвокатської колегії у штаті Нью-Йорк.

## Життєпис
Кетрін Стоунмен народилась в квітні 1841 році на фермі Стоунменів в селищі Лейквуд біля міста Бастай в окрузі Чотоква штату Нью-Йорк в родині Джорджа Стоунмена та Кетрін Ребекки Чейні Стоунмен. Кейт була п'ятою дитиною з восьми. ЇЇ батько був досить успішним підприємцем у лісоматеріальному бізнесі, а також кілька років був мировим суддею.
В 1864 році Кейт вступила до нормальної школи штату в Олбані, Нью-Йорк (зараз — Університет штату Нью-Йорк в Олбані) — навчального закладу, призначеного для підготовки випускників середньої школи до роботи вчителя. Навчаючись, Кейт також працювала переписувачкою на доповідача Апеляційного суду штату Нью-Йорк, отримуючи платню в розмірі 10 центів за сторінку. Тоді в державному управлінні ще не так широко використовувались друкарські машинки, і державні установи часто наймали переписувачів, чию роботу пізніше виконували стенографісти.
Стоунмен закінчила нормальну школу в 1866 році. Після закінчення школи вона протягом року вчителювала в семінарії в місті Гленс-Фоллс, Нью-Йорк: викладала географію, малювання та чистописання. Після року в семінарії Кейт Стоунмен повернулась до своєї нормальної школи вже вчителькою. Деякий час була заступницею директора школи. Стоунмен пропрацювала в нормальній школі протягом 40 років до 1906 року.
Крім вчителювання, Стоунмен брала активну участь у громадському житті. У 1878 вона була призначена першою віцепрезидентом Асоціації вчителів штату Нью-Йорк на 1878—1879 рр. В 1882 році вона була присутня на з'їзді лівоцентристської Партії ґрінбекерів (або Незалежної партії) в Олбані. В 1887 році Стоунмен очолила Асоціацію вчителів штату Нью-Йорк.
Невдовзі після того, як Стоунмен стала вчителькою, вона зацікавилась суфражизмом. Вона брала участь у створенні Олбанійського товариства жіночих виборчих прав,  була його секретаркою. Видання The Woman's Journal називало Стоунмен «активною та енергійною секретаркою». В 1883 році вона виступала на з'їзді штату Нью-Йорк за права жінок. В 1885 році Стоунмен виступила із різкою критикою Ґілберта Пірса — губернатора території Дакота за те, що він наклав вето на законопроєкт, прийнятий законодавчим органом території, та який запроваджував жіночі виборчі права. Вона склала резолюцію Олбанійського товариства виборчих прав, яка засуджувала Пірса та закликала президента США Гровера Клівленда звільнити його.
Стоунмен також цікавилась правом. Вона була призначена виконавицею заповіту своєї двоюрідної бабусі, і у зв'язку з цим змушена була вивчати право. Стоунмен вивчала право вечорами, на вихідних та влітку в офісі місцевого адвоката Вортінгтона В. Фротінгема протягом двох років. В 1885 році вона склала іспит, щоб стати членкинею адвокатської колегії штату Нью-Йорк. Попри те, що Стоунмен успішно склала іспит, їй було відмовлено у членстві в колегії адвокатів, на тій підставі, що «не існувало прецеденту та законодавства для прийняття жінок». Зокрема, Цивільно-процесуальний кодекс штату Нью-Йорк дозволяв займатись юридичною практикою лише громадянам чоловічої статі. Суддя Лендон, який розглядав справу Стоунмен, вказав, що фраза «громадянин чоловічої статі», що містилась в статті Цивільно-процесуального кодексу штату щодо права займатись юридичною практикою, означала, що законодавець виключив жінок з кола тих, хто мав право займатись юридичною практикою. Не дивлячись не те, що сесія законодавчого органу штату майже закінчилась, Стоунмен із однодумцями пролобіювали законопроект, який проголошував, що раса та стать не могли бути підставою для відмови у дозволі займатись юридичною практикою. Законопроект був прийнятий, підписаний губернатором і, відтак, став законом. Через три дні після цього, 22 травня 1886 року, Кейт Стоунмен стала першою жінкою-членом адвокатської колегії штату Нью-Йорк.
Стоунмен продовжила свою юридичну освіту в Школі права Олбані, вступивши туди в 1896 році. Одним з її викладачів був суддя Лендон, який раніше відмовив її у членстві в адвокатській колегії штату Нью-Йорк. Стоунмен закінчила Школу права Олбані в 1898 році у віці 57 років, отримавши диплом бакалавра права та ставши першою випускницею школи.
Протягом наступним кількох десятиліть в Стоунмен був офіс в Олбані, де вона займалась педагогікою, юридичною практикою та пропагандою миру у всьому світі. Однак, не має записів про юридичну практику Стоунмен, тому невідомо, наскільки активною вона була в юридичній практиці. В 1918 році, коли жінки в штаті Нью-Йорк отримали виборчі права, вона була спостерігачем на виборах.
19 травня 1925 року Кейт Стоунмен померла у віці 84 років. Вона похована на сільському кладовищі Олбані.

## Особисте життя
Стоунмен не була одруженою. Старший брат Кейт, Джордж Стоунмен, був генералом громадянської війни США, а пізніше — губернатором Каліфорнії. ЇЇ брат Джон Стоунмен, випускник Вільямс-коледжу та Школи права Олбані, був суддею в Айові, а також членом Сенату Айови. ЇЇ племінницею була Берта Стоунмен — вчена-ботанікиня.

## Вшанування пам'яті
22 травня 1986 року губернатор Нью-Йорка Маріо Куомо оголосив дату «Днем Кетрін Стоунмен» на честь 100-річчя її прийняття до адвокатської колегії штату Нью-Йорк.
14 березня 1994 року Школа права Олбані відсвяткувала свій перший День Кейт Стоунмен, започаткувавши вручення «Нагороди імені Кейт Стоунмен» жінкам, таким як Стоунмен, які продемонстрували відданість активному прагненню змін і розширенню можливостей для жінок.
У 2000 році в Школі права Олбані було посаду запрошеного професора імені Кейт Стоунмен. Через сім років ця посада вже призначалась для штатних професорів.
Кетрін Стоунмен була однією з 10 жінок, яких було включено до Національної зали слави жінок під час урочистостей, що відбулися в Сенека-Фоллс, штат Нью-Йорк, 10 і 11 жовтня 2009 року.
У 2008 році 20 жінками-партнерками, які представляють 10 провідних мангеттенських юридичних фірм, був створений «Проєкт Кейт Стоунмен» (англ. The Kate Stoneman Project) для вирішення проблем просування жінок у юридичній професії.